# Cole Huff
Cole Spencer Huff (Altadena, California, 28 de marzo de 1994) es un jugador de baloncesto estadounidense. Con 2,03 metros de estatura, juega en la posición de ala-pívot.

## Trayectoria
Comenzó su ciclo universitario en la Universidad de Nevada, desde la que en 2014 fue transferido a la Universidad de Creighton. Disputó las dos últimas campañas con los Bluejays, compitiendo en la Division I de la NCAA y graduándose en 2017 con unos promedios de 9,1 puntos y 3,9 rebotes por partido, destacando especialmente en el porcentaje de tiros de 3 puntos (46% de acierto, segundo de la conferencia Big East). Durante su etapa en Creighton obtuvo nominaciones individuales en diferentes torneos disputados por su equipo.
Participó en la Liga de Verano de la NBA de 2017 disputada en Las Vegas formando parte de la plantilla de los Toronto Raptors, disputando cuatro partidos (uno de ellos como titular). 
Comenzó la pretemporada 2017/18 en el BC Lavrio, club de la primera división griega, pero fue cortado sin llegar a debutar. Posteriormente resultó elegido por los Greensboro Swarm (filial de los Charlotte Hornets) en el puesto 16 de la primera ronda del Draft de la G-League estadounidense, completando la temporada en dicha competición con unas medias de 5 puntos y 2,5 rebotes en 33 partidos.
En octubre de 2018 fue cortado por los Swarm antes de comenzar la temporada 2018/19. En noviembre se anunció su fichaje por el Cáceres Patrimonio de la Humanidad, club de la Liga LEB Oro española en el que disputó 26 partidos acreditando 10,1 puntos y un 40% de acierto en tiros de tres puntos, siendo además uno de los jugadores que contribuyeron decisivamente a la permanencia del equipo.
En la temporada 2019/20 firma con el Sigortam.Net İTÜ, club recién ascendido a la primera división turca, logrando promedios de 6 puntos y 2.1 rebotes.